# IC 269
IC 269 је спирална галаксија у сазвјежђу Еридан која се налази на листи објеката дубоког неба у Индекс каталогу.
Деклинација објекта је - 14° 3' 59" а ректасцензија 2h 55m 26,4s. Привидна величина (магнитуда) објекта IC 269 износи 14,5 а фотографска магнитуда 15,3. IC 269 је још познат и под ознакама MCG -2-8-23, NPM1G -14.0142, PGC 11033.